# 타비라 소금

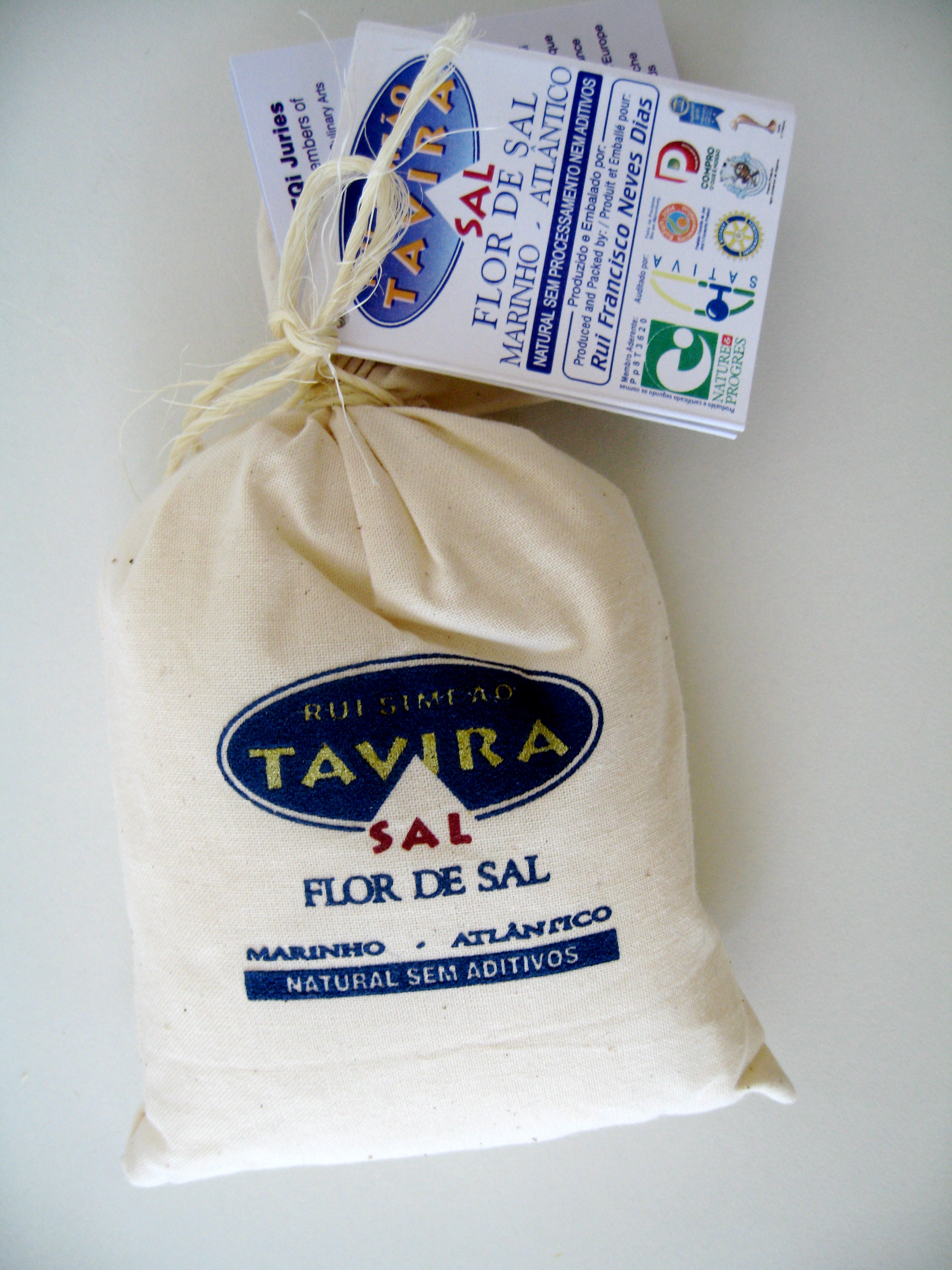
타비라 소금

타비라 소금(포르투갈어: sal de Tavira 살 드 타비라[*])은 포르투갈의 타비라 지역에서 생산되는 소금이다. 2013년 11월 20일부터 유럽 연합의 원산지 명칭 보호(PDO)를 받고 있다.